# Ryan Adams
David Ryan Adams (Jacksonville (North Carolina), 5 november 1974) is een Amerikaanse country-singer-songwriter. Hij begon als voorman van Whiskeytown, maar vergaarde de meeste bekendheid als solo-artiest. Naast zang speelt hij ook zelf gitaar en piano. Adams wordt gedurende zijn carrière bestempeld als de nieuwe Gram Parsons en Kurt Cobain, maar zijn carrière is met name door het veelvuldige componeren en opnemen van liedjes in zowel country-rock- als -folk-stijl nog het beste te vergelijken met die van Neil Young.

## Biografie
Samen met onder andere Wilco wordt Adams gezien als een van de personen die verantwoordelijk is voor de opleving van de countrymuziek rond de eeuwwisseling. Na drie albums te hebben uitgebracht met zijn band Whiskeytown vond hij het tijd worden voor een solocarrière.
Adams' doorbraak bij het grote publiek in Nederland kwam in 2001 met zijn album Gold en de bijbehorende single New York, New York. Hij werd onder andere bij Barend en Van Dorp uitgenodigd om enkele liedjes te spelen, en gaf twee marathon-shows in Paradiso met zijn backingband The Pinkhearts ter promotie van Gold. Voor Gold had hij al (in 2000) gedebuteerd met het ingetogen, maar door critici bejubelde folk-album Heartbreaker.
Na Gold bracht hij Demolition uit. Een album als 'tussendoortje' bestaande uit niet eerder uitgebrachte tracks van de albums die hij inmiddels had opgenomen, zoals 48 Hours, The Pinkhearts en Suicide Handbook. Ook zong hij een duet met Beth Orton voor haar album Daybreaker (2002).
In de winter van 2003 kwam hij met zijn, dit keer wel volwaardige, opvolger van Gold: Rock n Roll. Ryan greep terug op de rock uit de jaren 70 en 80; invloeden van onder andere U2 zijn te horen. Tegelijk kwam ook de EP Love Is Hell (part 1) uit. Love Is Hell part 2 verscheen een maand erna. Adams zelf wilde in eerste instantie Love Is Hell als een album uitbrengen, maar platenmaatschappij Lost Highway vond het 'te depressief om uit te brengen als nieuw album'. Als compromis zijn ze dus uiteindelijk beide uitgebracht.
Adams geldt als uitzonderlijk productief. Na een polsbreuk in het voorjaar van 2004 (hij viel tijdens een concert in Liverpool van het podium) volgden het dubbel-album Cold Roses en de albums Jacksonville City Nights en 29, alle drie uitgebracht in 2005. Met name de eerste twee van deze albums, opgenomen met zijn tour-band The Cardinals, vormen een terugkeer naar zijn country-roots. De trilogie wordt gezien als een hoogtepunt in zijn carrière. In oktober gaf hij wederom een concert in een uitverkocht Paradiso, wat deze keer echter in boe-geroep en gegooi van bierglazen eindigde nadat Adams halverwege een nummer van het podium afstormde, om niet meer terug te keren. Een paar dagen later volgt echter een uitstekend optreden op het Take Root Festival, dan nog gehouden in Assen. In de geschiedenis van het festival geldt het optreden als een van de hoogtepunten. De nummers ' Easy Plateau' en 'Magnolia Mountain' verschijnen op de dvd-registratie van het Take Root festival.
In juni 2007 kwam Adams' volgende plaat uit, getiteld Easy Tiger. Ook hierop wordt hij begeleid door The Cardinals, waarvan de meeste bandleden echter al zijn vervangen door andere musici. Hierna volgt nog de EP Follow The Lights en Cardinology. In januari 2009 gaf Adams op zijn blog aan zijn band The Cardinals op te heffen en zijn muzikale carrière op een lager pitje te zetten.
In de zomer van 2011 gaf Adams een kleine reeks solo-concerten in Europa, waarbij hij ook het Concertgebouw in Amsterdam aandeed. In oktober 2011 kwam een nieuw studio-album uit getiteld Ashes & Fire, geproduceerd door Glyn Johns. Dit was weer een typisch singer-songwriter-album. Met veel akoestische gitaar, piano en lichte drums komt de stem van Adams volledig tot zijn recht.

## Discografie

### Albums
| Album met eventuele hitnotering(en) in de Nederlandse Album Top 100 | Datum van verschijnen | Datum van binnenkomst | Hoogste positie | Aantal weken | Opmerkingen       |
| ------------------------------------------------------------------- | --------------------- | --------------------- | --------------- | ------------ | ----------------- |
| Heartbreaker                                                        | 05-09-2000            | -                     |                 |              |                   |
| Gold                                                                | 25-09-2001            | 09-03-2002            | 60              | 4            |                   |
| Demolition                                                          | 24-09-2002            | 05-10-2002            | 44              | 5            |                   |
| Rock 'n' roll                                                       | 04-11-2003            | 15-11-2003            | 81              | 2            |                   |
| Love is hell                                                        | 04-05-2003            | -                     |                 |              |                   |
| Cold roses                                                          | 19-12-2005            | 07-05-2005            | 48              | 5            |                   |
| Jacksonville City nights                                            | 26-09-2005            | -                     |                 |              | met The Cardinals |
| 29                                                                  | 19-12-2005            | 24-12-2005            | 73              | 2            |                   |
| Easy tiger                                                          | 22-06-2007            | 30-06-2007            | 37              | 4            |                   |
| Cardinology                                                         | 24-10-2008            | 01-11-2008            | 72              | 2            | met The Cardinals |
| Orion                                                               | 18-05-2010            | -                     |                 |              |                   |
| III / IV                                                            | 14-12-2010            | -                     |                 |              | met The Cardinals |
| Ashes & fire                                                        | 07-10-2011            | 15-10-2011            | 2               | 12           |                   |
| Ryan Adams                                                          | 05-09-2014            | 13-09-2014            | 11              | 4            |                   |
| Ten songs from - Live at Carnegie Hall                              | 05-06-2015            | 13-06-2015            | 44              | 3            | Livealbum         |
| 1989                                                                | 21-09-2015            | 26-09-2015            | 21              | 5            |                   |
| Prisoner                                                            | 17-02-2017            | 25-02-2017            | 8               | 4            |                   |

| Album met hitnotering(en) in de Vlaamse Ultratop 200 albums | Datum van verschijnen | Datum van binnenkomst | Hoogste positie | Aantal weken | Opmerkingen       |
| ----------------------------------------------------------- | --------------------- | --------------------- | --------------- | ------------ | ----------------- |
| Love is hell                                                | 2003                  | 22-05-2004            | 87              | 1            |                   |
| Cold roses                                                  | 2005                  | 07-05-2005            | 27              | 7            |                   |
| Jacksonville City nights                                    | 2005                  | 08-10-2005            | 66              | 3            | met The Cardinals |
| Easy tiger                                                  | 2007                  | 07-07-2007            | 45              | 6            |                   |
| Cardinology                                                 | 2008                  | 08-11-2008            | 54              | 3            | met The Cardinals |
| Ashes & fire                                                | 2011                  | 15-10-2011            | 14              | 7            |                   |
| Ryan Adams                                                  | 05-09-2014            | 13-09-2014            | 10              | 28           |                   |
| Ten songs from - Live at Carnegie Hall                      | 05-06-2015            | 13-06-2015            | 107             | 8            | Livealbum         |
| 1989                                                        | 21-09-2015            | 26-09-2015            | 9               | 40           |                   |
| Heartbreaker                                                | 05-09-2000            | 14-05-2016            | 93              | 3            |                   |
| Prisoner                                                    | 17-02-2017            | 25-02-2017            | 10              | 20           |                   |

### Singles
| Single met eventuele hitnotering(en) in de Nederlandse Top 40 | Datum van verschijnen | Datum van binnenkomst | Hoogste positie | Aantal weken | Opmerkingen                 |
| ------------------------------------------------------------- | --------------------- | --------------------- | --------------- | ------------ | --------------------------- |
| New York, New York                                            | 2001                  | 24-11-2001            | tip15           | -            | Nr. 83 in de Single Top 100 |
| Answering bell                                                | 2002                  | -                     |                 |              | Nr. 92 in de Single Top 100 |
| So alive                                                      | 2004                  | -                     |                 |              | Nr. 97 in de Single Top 100 |
| Lucky now                                                     | 12-09-2011            | -                     |                 |              | Nr. 67 in de Single Top 100 |

| Single met hitnotering(en) in de Vlaamse Ultratop 50 | Datum van verschijnen | Datum van binnenkomst | Hoogste positie | Aantal weken | Opmerkingen |
| ---------------------------------------------------- | --------------------- | --------------------- | --------------- | ------------ | ----------- |
| Lucky now                                            | 2011                  | 22-10-2011            | tip30           | -            |             |
| Chains of love                                       | 21-11-2011            | 24-12-2011            | tip46           | -            |             |
| Gimme something good                                 | 2014                  | 09-08-2014            | tip25           | -            |             |
| Kim                                                  | 2014                  | 22-11-2014            | tip55           | -            |             |
| Bad blood                                            | 2015                  | 10-10-2015            | 25              | 7            |             |
| Blank space                                          | 2016                  | 13-02-2016            | tip             | -            |             |
| Do you still love me?                                | 2016                  | 17-12-2016            | tip8            | -            |             |
| Prisoner                                             | 2017                  | 01-07-2017            | tip45           | -            |             |
| Baby I love you                                      | 2018                  | 24-02-2018            | tip             | -            |             |
| Fuck the rain                                        | 2019                  | 02-02-2019            | tip             | -            |             |